# Nucli històric de Xàtiva
El Conjunt Històric Artístic de la Ciutat de Xàtiva, a la comarca de La Costera, País Valencià, està declarat Bé d'interès cultural i té anotació ministerial número R -53-0000258, amb data de disposició 25 de juny de 1982.

## Descripció historicoartística
Xàtiva és una zona de poblament des de les èpoques més primerenques de l'existència de vida humana a la península. Així, des que l'home Neanderthal va poblar els propers paratges naturals de la Cova Negra (com mostren les restes arqueològiques allí trobats), durant la seua història, Xàtiva va ser habitada, successivament, per totes i cadascuna de les civilitzacions que van ocupar la península Ibèrica.
Xàtiva s'establí com a oppidum ibèric amb el nom de Saitabi, la ciutat més important de la Contestània. Els contestans van ser un dels pobles ibèrics preromans de cultura més rica i variada, la qual va acabar amb la romanització, encara que els seus vestigis han perdurat fins avui dia. En època romana, quan la ciutat fou coneguda com a Sètabis, es consolida la muntanya del castell com a recinte emmurallat. També hi ha mostres del pas dels visigots, com les restes trobades sota l'església de Sant Feliu.
De l'època musulmana es poden trobar molts vestigis, ja que en aquest moment es duen a terme moltes obres d'infraestructura necessàries per a l'expansió de la ciutat i el seu desplaçament a la zona més plana. Així, es porta l'aigua de la Font de Bellús cap a la ciutat, mitjançant canalitzacions, la qual cosa al seu torn repercuteix positivament en el cultiu. En augmentar el perímetre de la població, les muralles aconsegueixen la seva major extensió. També existeix en aquest moment una xarxa viària que ha perdurat fins als nostres dies, i espais destinats al comerç, administració política i econòmica, i religiosos que, posteriorment, van ser utilitzats pels repobladors cristians per aixecar els seus propis edificis. Després de la conquesta cristiana els musulmans són expulsats al raval extramurs, i a la ciutat es van aixecar esglésies, i ordes religiosos van aixecar convents. Ja al segle xiv, amb les guerres castellano-aragoneses, es produeix un setge del rei castellà Pere el Cruel, que va provocar l'enderrocament del barri de les Barreres i els convents de Sant Francesc i Santa Clara. Novament es va ampliar el recinte emmurallat, adquirint la seua extensió definitiva. Per la seua banda, el castell també evoluciona al compàs que ho fa la ciutat, i així, al segle xv el castell passa a ser presó de l'estat de la Corona d'Aragó, estant allí presos nobles, abats i prínceps. Amb el temps, per poder fer front a les noves necessitats d'infraestructures, pròpies del creixement de la ciutat com a tal, s'aixequen edificis com l'Almodí, l'Hospital, la Col·legiata, així com cinc nous convents, tots ells al llarg del segle xvii. El 1707 la ciutat és incendiada i destruïda, i per a més desgràcia també va patir un terratrèmol en 1748.

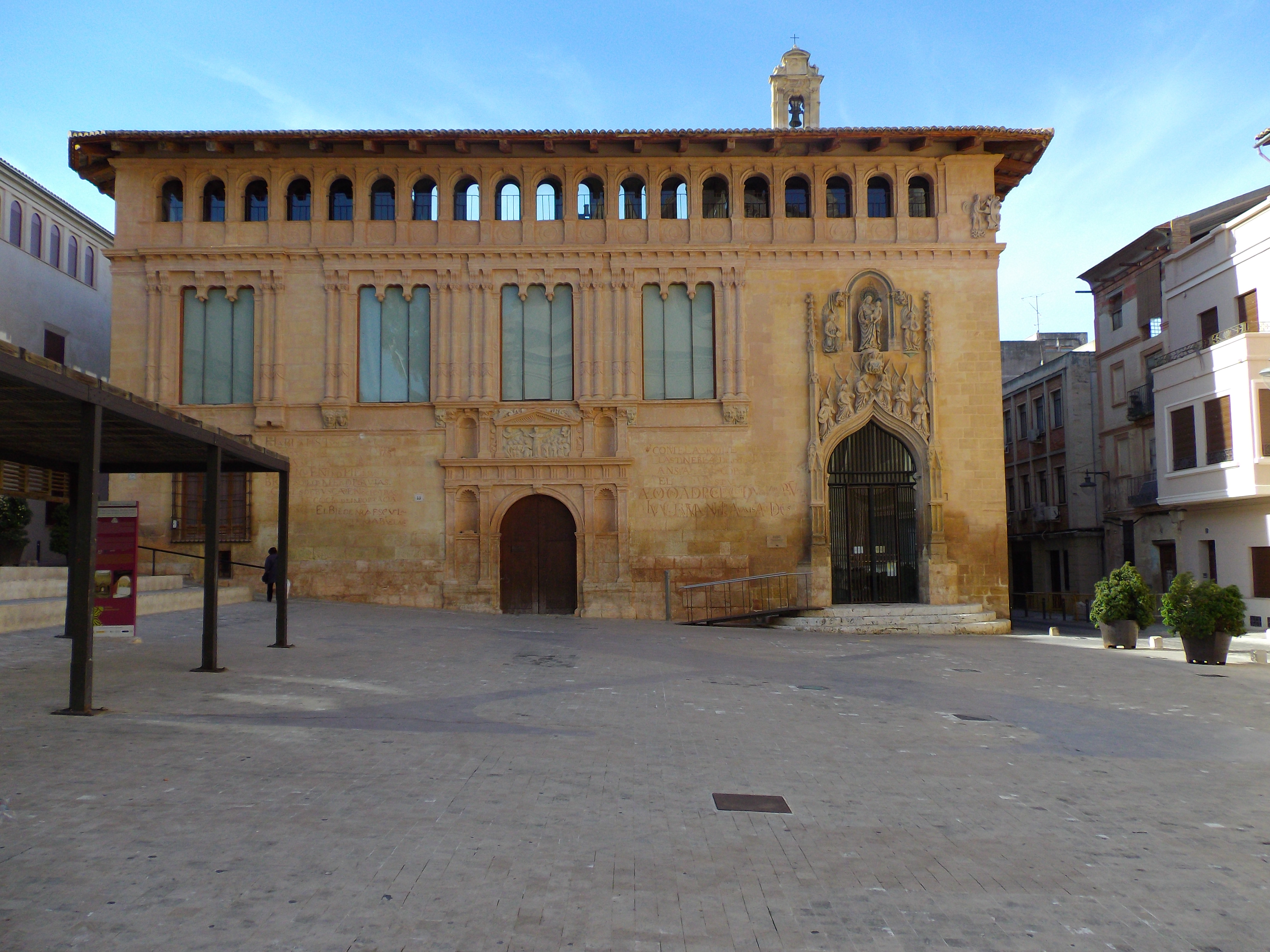
Plaça de la Seu de Xàtiva

A 1709, Felip V va autoritzar que es procedís a la reedificació de la ciutat utilitzant per a això plans il·lustrats, en què es traçava una ciutat amb tres carrers rectes paral·lels d'est a oest que redreçaven els eixos medievals i van suposar la destrucció del barri del Mercat. Per completar la renovació total de la ciutat, el monarca va decidir canviar també el seu nom pel de "Ciutat de Sant Felip ". El centre històric de la ciutat actual és el resultat d'aquesta reconstrucció que va aprofitar elements estructurals conservats dels setges, incendis i terratrèmol anteriors, la qual cosa va fer que al final no es portés a terme al peu de la lletra el projecte de Macanaz i Montaigu.
D'aquesta manera arribem al segle xix amb una ciutat que manté els límits de la ciutat medieval. La guerres carlines també van provocar canvis a Xàtiva. Així, després de les mateixes, es tanquen els barris de Barreres i el de Sant Joan. Més tard, amb la desamortització de Mendizábal se suprimeixen els convents, sent alguns demolits i altres destinats a usos públics i privats. En part gràcies a la desamortització i en part per l'evolució pròpia de l'economia del país, a la segona meitat del segle xix sorgeix una nova burgesia agrària que reclamava noves vies de comunicació i millors mitjans de transport per facilitar l'accés dels productes agrícoles als nous mercats. Aquest fenomen coincideix i alhora afavoreix, l'expansió del ferrocarril. Així cap a mitjan segle es crea el ferrocarril que unia Xàtiva amb València.
A 1874 s'enderroquen les muralles, el que va permetre la urbanització de l'Albereda que passarà a ser l'eix de la ciutat a partir del qual es realitzaran els eixamples. Al començament del segle xx la ciutat creix entre l'Albereda i l'estació de ferrocarril, però el creixement es realitza de forma desordenada.
Respecte a la tipologia de les cases, es poden observar cases de jornalers amb planta baixa, corral i una alçada amb parcel·les estretes i petites, com en els carrers de Sant Josep, Sant Cristòfol, Santa Gaieta, Blanca, Caputxins, Sant Rafael, Sant Roc i en les transversals a aquests. També hi ha habitatges de pagesos (localitzats als barris del Mercat, Barreres i Sant Joan, concretament a la plaça de Sant Pere i els carrers Benlloch, Sant Jaume i l'Argenteria), els quals tenen una o dues andanes per a magatzem de collites i per criança de cucs de seda. Hi ha habitatges del barri Ciutat (en els carrers Sant Francesc, Trobat, Roca, Corretgeria, Canonge Cebrián, J. Castañeda, Sant Vicent, Bellver, Maluenda, Pi, etc), construïdes per menestrals enriquits. Són edificis amb la planta principal com a habitatge, una andana i un pati en la tercera crugia. També hi ha palaus urbans (entre els carrers Sant Doménec, En Gai, Corretgeria, Montcada -amb les cases dels senyors de Diego, la dels Mahiques Sanz, els marquesos de Montortal o els Ros d'Ursino-, i alguns aïllats als carrers dels sants, Botigues, Roca, Sant Pere, etc.), amb semisoterrani, entresòl, planta noble i andana, que utilitzen carreus a les cantonades, tenen portes blasonades, la planta principal ampla amb grans obertures amb ampits correguts de forja, i generalment presenten una galeria d'arcs a la part superior. Al segle xix es van construir cases encara neoclàssiques i historicistes com les cases Julbe i Fourrat als carrers del Canonge Cebrián i la casa Olauier a la plaça de Santa Tecla. També hi ha algun exemple de casa modernista, com la casa Botella.